# Árnyéksáv

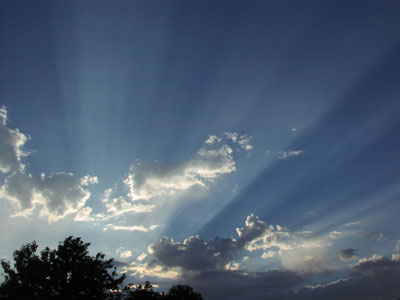
Hajnali árnyéksávok

Az angol kifejezés „magyaros” toldalékolásával időnként „krepuszkuláris sugaraknak” is nevezett árnyéksávok látványos, ritka, napkelte vagy naplemente idején látható, az ég alján látható Napból szerteágazó sugárkoszorúként megjelenő fénytünemények. A sötét sávok valójában távoli felhők árnyékai az égbolton.
Feltűnésükkor a Nap többnyire még, illetve már a látóhatár alatt van, tehát ha ehhez a földrajzi (domborzati) viszonyok megfelelnek, akkor nem csak felhő, de egyes hegyvonulatok árnyéka is az égre vetülhet. Ilyenkor a fényes és sötét sávok sorozatának rajzolatát és kiterjedését ezen akadályok alakja határozza meg, a jelenség a kontrasztossága pedig főként az észlelő környezetében a légkörben lebegő porszemcsék méretétől és sűrűségétől, valamint a páratartalomtól függ.